# Habitatge al carrer Sant Cristòfor, 22 (la Secuita)
L'Habitatge al carrer Sant Cristòfor, 22 és una obra de la Secuita (Tarragonès) inclosa a l'Inventari del Patrimoni Arquitectònic de Catalunya.

## Descripció
Casa amb porta d'arc rebaixat adovellada amb la data "1797" gravada a la llinda. La façana està tota arrebossada excepte l'emmarcament de les obertures.

## Història
El carrer de Sant Cristòfor i el de la Victòria, tanquen el nucli antic de La Secuita per la banda est i assenyalen l'expansió de la població durant el segle xviii. Enllacen la carretera de Perafort i l'Argilaga, per aquest motiu era l'únic carrer del poble que era asfaltat als anys 80.